# Оборонное (трамвайное депо, Тула)
Трамвайное депо «Оборонное» (Депо № 1) — бывшее трамвайных депо тульского трамвая.

## История
Открытие парка состоялось в 1959 году. В депо были переведены вагоны серии Х с прицепными М, а также КТМ-1/КТП-1. В 1962 году в парк поступила большая партия вагонов КТМ-2/КТП-2. В 1964 году в депо начали поставлять новейшие четырёхосные вагоны Tatra T3, а в 1969 году-19 сочлененных вагонов Tatra K2. Однако сочлененные вагоны в Туле прослужили недолго-до 1979 года. В 1969 году депо завершило эксплуатацию поездов Х+М, в 1975 году с маршрутов ушли последние сцепки КТМ-1+КТП-1. В 1990 году началась замена устаревших двухдверных Т-3 на вагоны нового поколения Tatra T6B5. Однако замена была начата слишком поздно, потому, в отличие от трамвайного депо № 2, получившего 59 вагонов, оно получило всего 16 вагонов. Из них было сформировано 8 поездов, вышедших на маршрут № 1. На момент распада СССР парк депо в значительной мере состоял из двухдверных Т3. Однако в 1993 году в парк поступило 26 вагонов КТМ-8К. Было сформировано 11 двухвагонных поездов, поступивших на 14 маршрут, и 4 одновагонных, работавших на 4 маршруте. В 1996 году было куплено два вагона Т6В5. В 90-е годы в парк поступали бывшие в употреблении вагоны из Москвы. В 2005 году в депо поступило 5 двухвагонных поездов Tatra T3DC из Германии.
В 2005 году связи с сокращением муниципального заказа на выпуск трамвайных поездов, было принято решение о переводе всего подвижного состава на одну площадку. Трамвайное депо № 2 официально закрывается, и весь подвижной состав переводится в депо № 1. В начале 2008 года площадка на Оборонной улице была передана службе автобусного транспорта Тулгорэлектротранса и переоборудовано в автобусный парк с переводом всего подвижного состава в бывшее депо № 2. Веер депо засыпается гравием и демонтируется, взамен строится кольцевой путь по территории депо. Объездной путь демонтирован в 2010 году. КС снята в 2017 году, стрелки — в 2016.
В 2010 году территория депо была выставлена на продажу. Автобусы с территории были переведены в грузовую автоколонну бывшего ООО «Тулапассажиртранс» в поселок Горелки, здание депо подлежит сносу, треугольник на Оборонной улице и пути внутри депо-демонтажу.
В 2017 году трамвайное депо было продано, ведутся работы по ликвидации инфраструктуры депо. На его месте возводится жилой комплекс.

## Маршруты
По состоянию на период максимального развития системы трамвайное депо обслуживало 1, 2, 4, 5, 11, 12, 14, 17 и кольцевой (К) маршруты тульского трамвая.
Автобусный парк обслуживал все городские автобусные маршруты

## Подвижной состав
По состоянию на момент ликвидации депо эксплуатировало линейные трамваи типов Tatra T3DC, Tatra-Т3, Tatra T6B5. Также депо эксплуатировало служебные трамваи. Депо рассчитано на 150 вагонов.
Автобусный парк обслуживал автобусы модели ЛиАЗ-5256, а также служебные и развозочные автобусы других моделей.

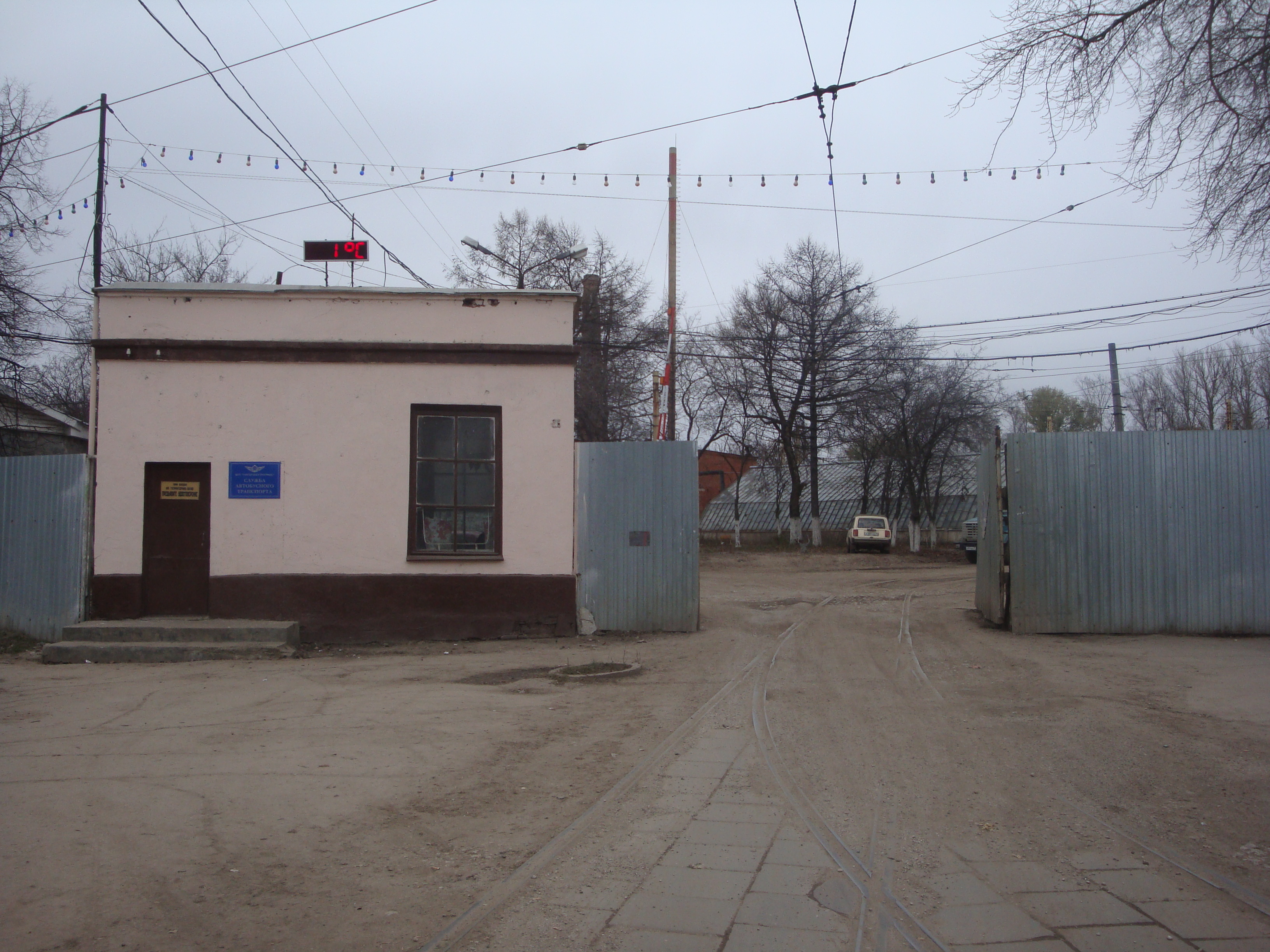
Въезд в бывшее депо на Оборонной